# Шиба ину
Шиба ину (на японски: 柴犬) е древна порода кучета, чийто произход се проследява до Китай. Оттам е внесена в Япония, където добива голяма популярност. В превод от японски името на породата означава „малко куче“.
Тялото на Шиба ину е мускулесто, покрито с къса и гъста козина. Височината е от 33 до 41 см, а масата – от 6 до 11 кг. Очите и носът са тъмно оцветени, а ушите – изправени. Шията е дебела, опашката е навита зад гърба.
Шиба ину е очарователно, енергично и игриво куче, което се привързва към стопаните си и обича да е в компанията им. Разбира се добре с деца и с непознати, но не и с малки домашни любимци, като например хамстер или морско свинче. Шиба ину лаят много, което ги прави добри пазачи. Податливи са на обучение, но то трябва да започне още в ранна възраст и да има само положителна насоченост. Чувстват се добре в апартамент, но трябва поне два пъти дневно да се разхождат.
Продължиотелността на живота е около 15 години. Здравословното състояние е добро като цяло. Рядко има случаи на дисплазия на тазобедрената става или проблеми с очите.
Шиба ину се нуждаят от ресане на козината поне един, два пъти седмично.
Също така се използва за лов на дребен дивеч.